# Patricia Bermúdez
Patricia Bermúdez (Canterbury, Inglaterra, Reino Unido, 13 de agosto de 1981), también conocida como La Bermúdez o Paty Bermúdez, es una actriz y cantante colombo-británica. Ha hecho carrera musical y en la televisión. Es conocida por participar en Súper pá y Niñas mal.

## Biografía
Patricia Bermúdez nació en Canterbury y se fue a vivir a los 6 años de edad a Colombia, con su hermana. Cuando comenzó todo, al poco tiempo de llegar allí empezó a realizar comerciales, y locuciones para radio y televisión. Allí fue cuando entró a Misi. En el teatro musical tuvo la oportunidad de participar en varios escenarios de distintos países. Protagonizó espectáculos de Navidad como Son las 12, es Navidad y montajes teatrales como West Side Story en el papel de María, El mago de Oz como Dorothy y muchísimas más.
Años después quiso profundizarse más en la música y decidió ingresar a la universidad El Bosque, donde conocería a una persona, "Chaco", con la que realizaría un gran dueto y que coproduciría su disco La Bermúdez.
Su primer papel en la televisión fue en La saga, negocio de familia, de Caracol TV; después de lo cual pasó a ser protagonista en Sin Ruta para Señal Colombia como Emma y luego en Súper Pá, como Antonia Cortés. En estas series tuvo la oportunidad de cantar como el personaje, canciones de su propia autoría.
En el 2010 formó parte de Los caballeros las prefieren brutas,  la primera serie latina de Sony Entertainment TV y Sony Pictures, interpretando a Roberta. También allí pudo cantar una de sus canciones de su disco Puntos Suspensivos. Estuvo en Kdabra (Canal Fox), con un personaje pequeño pero importante. A fines de ese año apareció como Valentina en la serie de MTV Niñas mal, donde su personaje tuvo que hacer frente a muchos desafíos y descubrir su sexualidad en Casa Maca.
Patricia también ha sido convocada para películas y cortometrajes de cine independiente como Perseverancia directo Esperanza dirigida por Rene Castellanos. Actuó y cantó como Valeria en Los Victorinos de Telemundo. En la película colombiana 180 segundos contribuyó a la banda sonora con la canción "Respirar", dirigida por Julio Nava.
Su trabajo es una fusión de pop con ritmos latinos y sonidos electrónicos.
El álbum La Bermúdez fue grabado entre Nueva York, Woodstock y Bogotá bajo producción musical de Christian Castagno, coproducido por Chaco y masterizado por Antonio Baglio de Nautilos (Papitour de Miguel Bosé). El mismo fue promocionado por las ciudades de México y Colombia. El disco cuenta con unos Bonus Tracks, allí tiene Stars Will Shine, Eres Demasiado Cool (Remix Xenia Ghali) y también versión remixada de Plan B por Dj Tombs. Su producción "No Me Has Visto o No Te Vi" por Manuel Garcia-Orozco para Chaco World Music. 
Durante el 2023 y el 2024 publicó "Calladito te ves mejor", "Impermanencia" y "Entra". 

## Filmografía

### Televisión
| Año  | Título                              | Personaje                   |
| 2005 | La saga, negocio de familia         | Carolina Ruiz               |
| 2006 | La diva                             | Emma                        |
| 2007 | Super Pa                            | Antonia Cortes              |
| 2008 | Sin ruta                            | Anabel                      |
| 2009 | Los Victorinos                      | Valeria / Abril             |
| 2009 | Kdabra                              | Paula                       |
| 2010 | Niñas mal                           | Valentina Rubiales Hinojosa |
| 2010 | Los caballeros las prefieren brutas | Roberta Acevedo             |
| 2011 | Popland!                            | Valentina                   |
| 2014 | Amor sin reserva                    | Daniela                     |
| 2015 | Como dice el dicho                  | Dors / Adela / Liz          |
| 2017 | Guerra de ídolos                    | Sabrina Kamper              |
| 2017 | Misconnection                       | Laura                       |
| 2018 | Nicky Jam: El Ganador               | Luz                         |
| 2019 | Preso No. 1                         | Tina                        |

## Reality
- Tu cara me suena (2015) — Participante

## Cine
- Ride MT-274 (corto) (2017) — Diana
- The Dream (corto) (2017) — Jenny
- Caigo y Me Levanto (corto) (2017) — Profesora Oliva
- Invierno 13 (2017) — Lucia Brunel
- Lo Que Fue (corto) (2019) — Mercedes
- Cuando un gato se frota la cara (2020) — Valeria

## Teatro
| Año | Título              |
| --- | ------------------- |
|     | Una ventana al Amor |
|     | La noche de Navidad |
|     | Closer              |
|     | West Side Story     |
|     | Grease              |
|     | El Mago de Oz       |
|     | Annie               |
|     | Wow El Musical      |
|     | Victoria            |